# Luzula oligantha
Luzula oligantha är en tågväxtart som beskrevs av Gunnar Samuelsson. Luzula oligantha ingår i Frylesläktet som ingår i familjen tågväxter. Inga underarter finns listade i Catalogue of Life.